# Selma Selman

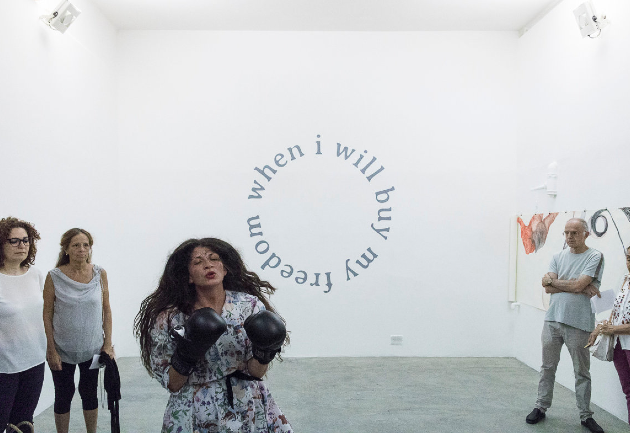
Selma Selman, 2021

Selma Selman (geboren 1991 in Ružica) ist eine bosnisch-herzegowinische Künstlerin und Aktivistin, die sich selbst als „of Romani origin“, also als Romni bezeichnet. Sie ist vor allem für ihre Performances und Videoarbeiten bekannt, fertigt aber auch Skulpturen, Bilder und Zeichnungen an.

## Leben und Werk
Selma Selman studierte Malerei an der Fine Arts Academy in Banja Luka. Anschließend erhielt sie ihren Master of Fine Arts in Transmedia Visual and Performing Arts von der Syracuse University in New York. Selma Selmans Werke wurden in zahlreichen Ausstellungen in Europa und den USA gezeigt. Mit dem Erlös ihrer Kunst finanziert sie das Programm Get the Heck to School, das Stipendien für Roma-Mädchen vergibt, damit diese die Grundschule in Bihac beenden können.
Selma Selman ist Romni und integriert Narrative der Roma in ihre Arbeiten, wobei sie auch auf ihre eigene Familiengeschichte zurückgreift. Sie thematisiert in ihren Werken auch Schutz und Emanzipation des weiblichen Körpers und entwickelt ihre Kunst als Suche nach funktionalem und modernem politischen Widerstand, der persönlichen Erfahrungen mit unterschiedlichsten Dimensionen von Diskriminierung und Unterdrückung entspringt.
Sie nahm mit einer Performance zu Umweltzerstörung und sozialer Ungleichheit sowie mit Skulpturen und Videoarbeiten auf der 15. Dokumenta teil. Werke von Selma Selman sind Teil der ifa-Kunstsammlung. Von 2021 bis 2023 hat Selma Selman ein Aufenthaltsstipendium an der Rijksakademie in Amsterdam.

## Rezeption
Der Kunstverein Kassel beschreibt ihre Arbeiten als Werke, die „zwischen sensiblen, harschen und ironischen Gesten wechseln und diskriminierende Identitätszuschreibungen, Rollenerwartungen und Stereotype offenlegen.“

## Ausstellungen (Auswahl)

### Gruppenausstellungen
- 2016: Museum of contemporary art in Banja Luka, Contemporary Thesaurus[8]
- 2018: University Gallery, Kentucky, Proof of Existence: An Exhibit of Work by Contemporary Artists of Bosnian and Balkan Origin[9]
- 2018: ERIAC, Berlin, Gypsyism Balkanism - Uniting peripheries[10]
- 2019: FutuRoma im Rahmen der Biennale di Venezia[11]
- 2020: Kunsthalle Wien,  ... of Bread, Wine, Cars, Security and Peace[12]
- 2022: documenta fifteen, Kassel
- 2022: Manifesta,14, Pristina[13]

### Einzelausstellungen
- 2020: Museum für zeitgenössische Kunst Skopje, NO SPACE[14]
- 2021: Kunstverein Kassel, DON’T LOOK INTO MY EYES[2]
- 2021 Nationalgalerie von Bosnien und Herzegowina, Selma Selman[15]
- 2022: Kunstraum Innsbruck, The Most Dangerous Woman in the World[16]
- 2023/24: Martin-Gropius-Bau, Berlin her0[17]
- 2024: Schirn Kunsthalle Frankfurt, Selma Selman[18]